# Lose Your Illusions, Vol. 1
Lose Your Illusions, Vol. 1 è una compilation punk edita nel 1998 da Interscope Records.

## Tracce
1. Coffin Text - 2:58 (Unwritten Law)
2. Roll it Up - 4:06 (Kottonmouth Kings)
3. Priscilla - 2:33 (Sprung Monkey)
4. Shapely - 4:07 (Lucy's fur Coat)
5. Elders - 2:11 (The Offspring)
6. Break it Up - 3:24 (Rocket from the Crypt)
7. Fight Till You Die - 2:23 (Pennywise)
8. Shut Up - 1:31 (The Upbeat)
9. Sucka Mc - 3:08 (Source)
10. The Poor Me Sob Story - 3:14 (Furious Four)
11. Bakers Dozen - 2:09 (Guttermouth)
12. Spies for Life - 2:58 (Youth Brigade)
13. Sour - 3:33 (Limp Bizkit)
14. Forget the World - 2:51 (The Hippos)
15. The Secret - 3:07 (Hepcat)
16. B.M.T.P. - 3:11 (Slightly Stoopid)
17. Split - 2:58 (Buck-O-Nine)
18. White Lightening - 3:54 (Wank)